# 横浜駐屯地
横浜駐屯地（よこはまちゅうとんち、JGSDF Camp Yokohama）は、神奈川県横浜市保土ケ谷区岡沢町273に所在し、中央輸送隊等が駐屯する陸上自衛隊の駐屯地である。駐屯地司令は、陸上自衛隊中央輸送隊長が兼務。

## 沿革
陸上自衛隊横浜駐屯地
- 1956年（昭和31年）1月15日：横浜駐屯地が開設[1]され、第107特科大隊が習志野駐屯地から移駐。
※本部中隊が北軽井沢に、90mm高射砲を装備した第1中隊（子安台分屯地）、第2中隊（岸根町分屯地）、第3中隊（岡村町分屯地）、第4中隊（花見台分屯地）が各分屯地に配置された[2]。
- 1960年（昭和35年）1月14日：第384基地通信隊および第367警務隊本部が新編。
- 1966年（昭和41年）
  - 3月29日：第107特科大隊が朝霞駐屯地に移駐[3][4]し、子安台、岸根町、岡村町、花見台の各分屯地および市ヶ谷駐屯地桜木町分屯地が廃止（陸上自衛隊訓令第5号）[5]。
  - 3月31日：京浜港湾処理隊および第391会計隊が桜木町分屯地から移駐[5]。第367警務隊本部が久里浜駐屯地へ移駐し横浜連絡班を配置。
- 1967年（昭和42年）4月：本館庁舎が完成。
- 1973年（昭和48年）3月27日：第367警務隊横浜連絡班を第113地区警務隊横浜連絡班に改編。
- 1975年（昭和50年）3月26日：第384基地通信隊から第309基地通信中隊横浜派遣隊に改編。
- 1983年（昭和58年）3月24日：京浜港湾処理隊、青函地区輸送連絡隊、第391会計隊が編合・改編し、陸上自衛隊中央輸送業務隊を新編。
- 1994年（平成06年）1月：第309基地通信中隊横浜派遣隊が第316基地通信中隊横浜派遣隊に改編。
- 1996年（平成08年）3月29日：中央輸送業務隊に移動支援隊を新編。
- 2006年（平成18年）3月27日：中央輸送業務隊の京浜地区隊および青函地区隊を廃止し、輸送処理隊および3個移動支援隊（移動支援隊を3隊に分割）に再編。
- 2008年（平成20年）3月26日：第3移動支援隊が函館駐屯地から移駐。第113地区警務隊横浜連絡班が第129地区警務隊横浜連絡班に改編。
- 2015年（平成27年）3月26日：第4移動支援隊、第5移動支援隊を新編。
- 2018年（平成30年）3月27日：陸上自衛隊中央輸送業務隊を陸上自衛隊中央輸送隊に改編。

## 駐屯部隊

### 防衛大臣直轄部隊
- 陸上自衛隊中央輸送隊
- 警務隊
  - 東部方面警務隊
    - 第129地区警務隊
      - 横浜連絡班

### 東部方面隊隷下部隊
- 東部方面システム通信群
  - 第105基地システム通信大隊
    - 第316基地通信中隊
      - 横浜派遣隊

## 最寄の幹線交通
- 高速道路：第三京浜道路/横浜新道/首都高速神奈川2号三ツ沢線 保土ヶ谷IC
- 一般道：国道1号、国道15号、国道16号、国道133号、神奈川県道13号横浜生田線、神奈川県道14号鶴見溝ノ口線、神奈川県道218号弥生台桜木町線
- 鉄道：JR東日本東海道線/横須賀線/京浜東北線/根岸線/横浜線、相鉄本線、東急東横線、京急本線 横浜駅
- 港湾：川崎港、横浜港（指定特定重要港湾）